# Нитрат оксонептуния(V)
Нитрат оксонептуния(V) — неорганическое соединение,
оксосоль нептуния и азотной кислоты
с формулой NpO(NO3)3,
тёмно-розовые кристаллы,
растворяется в воде,
образует кристаллогидраты.

## Получение
- Добавление избытка разбавленной азотной кислоты к свежеприготовленному гидроксиду нептуния(V):

{\displaystyle {\mathsf {NpO_{2}(OH)+3HNO_{3}\ {\xrightarrow {}}\ NpO(NO_{3})_{3}+2H_{2}O}}}

## Физические свойства
Нитрат оксонептуния(V) образует тёмно-розовые гигроскопичные кристаллы.
Растворяется в воде.
Образует кристаллогидрат состава NpO(NO3)3•3H2O.